# Driftmester
En driftsmester på et kraftværk er en uddannet maskinmester, der varetager driften af de omfattende og komplicerede anlæg. Vedligehold og budgettering heraf er ligeledes områder, der varetages af driftsmestrene på kraftværkerne.
| Job | Spire Denne artikel om et job eller en stillingsbetegnelse er en spire som bør udbygges. Du er velkommen til at hjælpe Wikipedia ved at udvide den. |